# ولادیمیر نوزوروف
ولادیمیر نوزوروف (روسی: Владимир Михайлович Невзоров؛ زادهٔ ۵ اکتبر ۱۹۵۲ ‏(۷۲ سال)) جودوکار اهل روسیه بود.
وی در مسابقات کشوری و بین‌المللی در مجموع برندهٔ ۵ مدال طلا، ۱ مدال نقره شده‌است.